# Olea laurifolia
Olea laurifolia es una especie de las fanerógamas de la familia de olivos Oleaceae.  Es nativa de KwaZulu-Natal, Sudáfrica.
El Guinness Book of World Records lista este árbol como de la madera más pesada del mundo, con un peso específico de 1,49.  La madera tiene una excelente resistencia a la abrasión y es muy fuerte.  Es muy bueno para tornería de madera.